# Arsenurinae
Sous-famille
Les Arsenurinae sont une sous-famille de lépidoptères (papillons) appartenant à la famille des Saturniidae.

## Liste des genres et espèces
Selon NCBI (17 févr. 2011) :
- genre Arsenura
  - Arsenura armida
  - Arsenura batesii
  - Arsenura drucei
  - Arsenura sylla
- genre Caio
  - Caio championi
- genre Copiopteryx
  - Copiopteryx semiramis
- genre Dysdaemonia
  - Dysdaemonia boreas
- genre Rhescyntis
  - Rhescyntis hippodamia
- genre Titaea
  - Titaea tamerlan